# Rafael dos Santos Silva
Rafael dos Santos Silva (São Paulo, 27 augustus 1982) is een voormalig Braziliaans voetballer.

## Carrière
Rafael speelde tussen 2002 en 2006 voor Akratitos, Guarani, Corinthians, Grêmio, Juventus en Oita Trinita.